# 생레미앙부즈몽생즈네에이송
생레미앙부즈몽생즈네에이송(Saint-Remy-en-Bouzemont-Saint-Genest-et-Isson)은 프랑스 그랑데스트 마른주의 코뮌이다. 지역 주민은 '부즈몽투아' (Bouzemontois)라고 부른다.
이 코뮌의 이름은 알파벳수 기준으로 총 45자, 하이픈 7개에 달하여 프랑스에서 가장 긴 지명으로 꼽힌다. 이곳 다음으로 긴 지명으로는 생제르맹드탈방드라랑드보몽, 보죄생발리에르피에르쥐에키퇴르가 꼽힌다.

## 지리
생레미앙부즈몽 (Saint-Remy-en-Bouzemont), 생즈네 (Saint-Genest), 이송 (Isson)의 세가지 작은 마을이 모인 곳으로, 마른 계곡에서 남쪽, 데르샹트코크호의 서쪽에 위치해 있다. 아롱디스망 중심지인 비트리르프랑수아에서는 남동쪽으로 14km 떨어진 지점에 위치해 있다.
이송강, 마른강의 작은 지류가 흐르며 연못과 습지가 산재애 있다. 위사주 숲 (Bois des Usages)라는 삼림지대가 있으며 총면적은 733헥타르에 달한다.

## 역사
본래 세 마을이 별개의 코뮌으로 존재했으며, 프랑스 혁명기에는 생레미앙부즈몽 마을은 '부즈몽' (Bouzemont)과 '라프라테르니' (La Fraternité)라는 이름으로, 생즈네 마을은 블레즈발 (Blaiseval)이란 이름으로 존재했다.
1836년부터 세 마을을 하나로 아우르는 코뮌이 처음 설치되었고, 이름도 세 마을의 이름을 연달아 쓰는 것으로 채택되었다.
이곳의 이름을 딴 캉통으로 생레미앙부즈몽생즈네에이송 캉통이 있었으나 2014년 행정구역 개편으로 세르메즈레뱅 캉통의 75개 코뮌 중 하나로 속하게 되었다.

## 명소
- 생레미앙부즈몽의 생레미 교회
- 전몰자 기념비
- 라모트 성 (Château de la Motte)과 샴페인 박물관
- 이송의 두루미 농장과 조류 관측소

이밖에도 1740년에 창업한 마른주에서 가장 오래된 카페 '황금사자' (Le Lion d'Or)가 있었으나 2014년에 폐업하였다.

## 같이 보기
- 마른주의 코뮌 목록